# Чужая территория
«Чужая территория» (англ. Trespass; другое название «Нарушение территории») — кинофильм, боевик режиссёра Уолтера Хилла.

## Сюжет
Пожарные Дон и Винс находят карту, на которой указано место, где спрятаны похищенные из церкви 50 лет назад ценности. Теперь их стоимость более миллиона долларов. Клад спрятан где-то на заброшенной фабрике. По чистой случайности на фабрику приезжают торговцы наркотиками, чтобы покарать убийцу своего курьера.

## В ролях
| Актёр         | Роль         |
| ------------- | ------------ |
| Билл Пэкстон  | Винс Гиллиан |
| Ice-T         | Кинг Джеймс  |
| Уильям Сэдлер | Дон Перри    |
| Ice Cube      | Савон        |
| Арт Эванс     | Брэдли       |
| Деворо Уайт   | Лаки         |
| Брюс А. Янг   | Рэймонд      |
| Гленн Пламмер | Лютер        |